# Acraea contracta
Acraea contracta är en fjärilsart som beskrevs av Le Doux 1923. Acraea contracta ingår i släktet Acraea och familjen praktfjärilar. Inga underarter finns listade i Catalogue of Life.